# Gletsjermeer

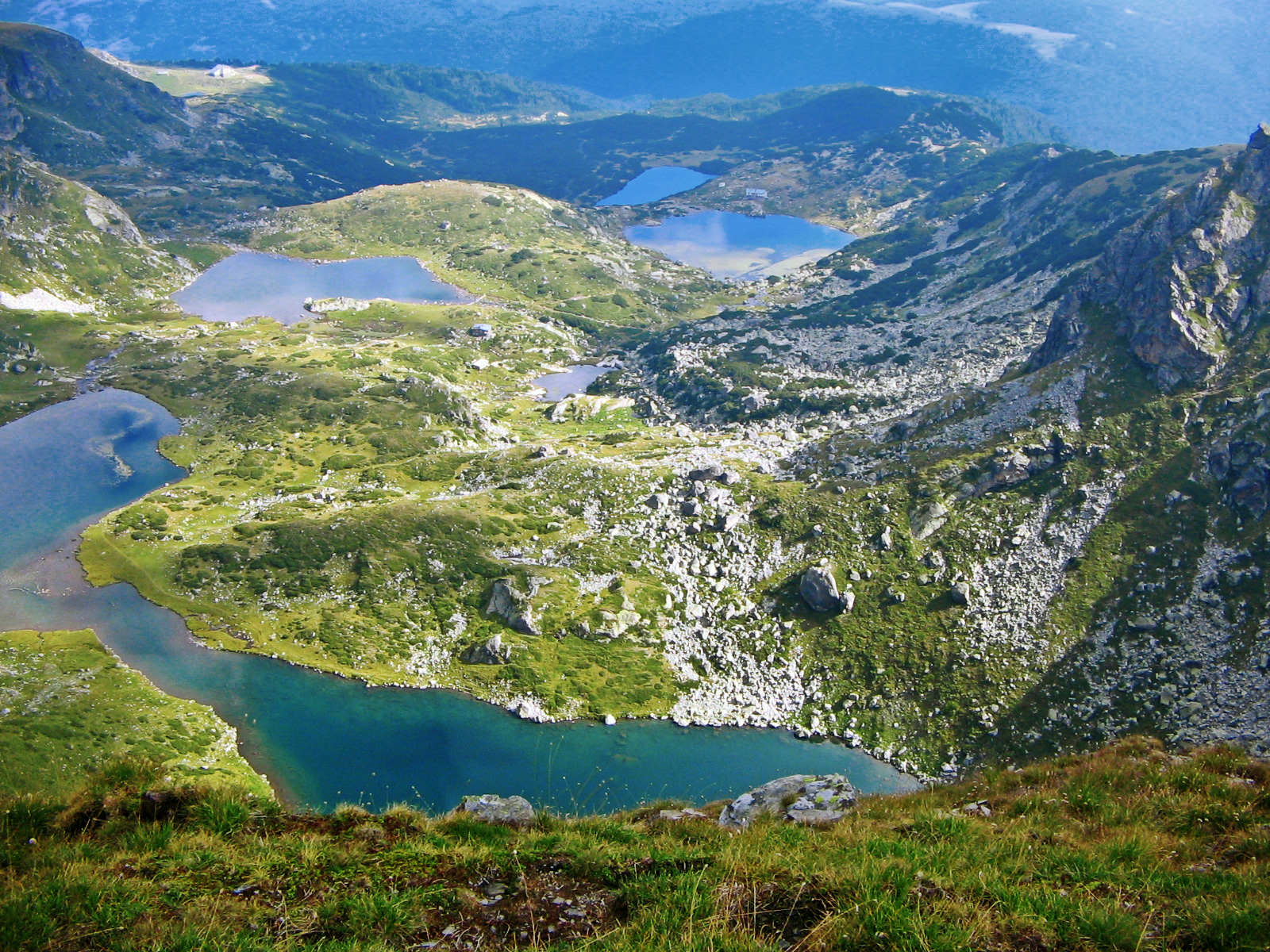
De Zeven meren van Rila in Rila, Bulgarije zijn typische voorbeelden van gletsjermeren

Een gletsjermeer is een meer dat als oorsprong een smeltende gletsjer had.
Een terugtrekkende gletsjer laat vaak een grote hoeveelheid ijs en puin achter in holtes tussen drumlins of heuvels. Bij het einde van de ijstijd smolt dit ijs en vormde zo meren. Deze meren zijn vaak omringd door drumlins, samen met ander bewijs dat er in het verleden een gletsjer is geweest zoals morenen, eskers en erosieachtige eigenschappen zoals krassen en chatter marks.
Gletsjermeren kunnen groen zijn als gevolg van verpulverde mineralen (rock flour) die een hoge populatie algen bevatten.
De dreiging van een onder de druk van het stijgende waterniveau bezwijkende drumlin, met een vloedgolf in het lagere dal tot gevolg is het gegeven voor de film 86 centimeters van Peter Jan van der Burgh en Tseringh Gyeltshen uit 2011.